# 四獸山

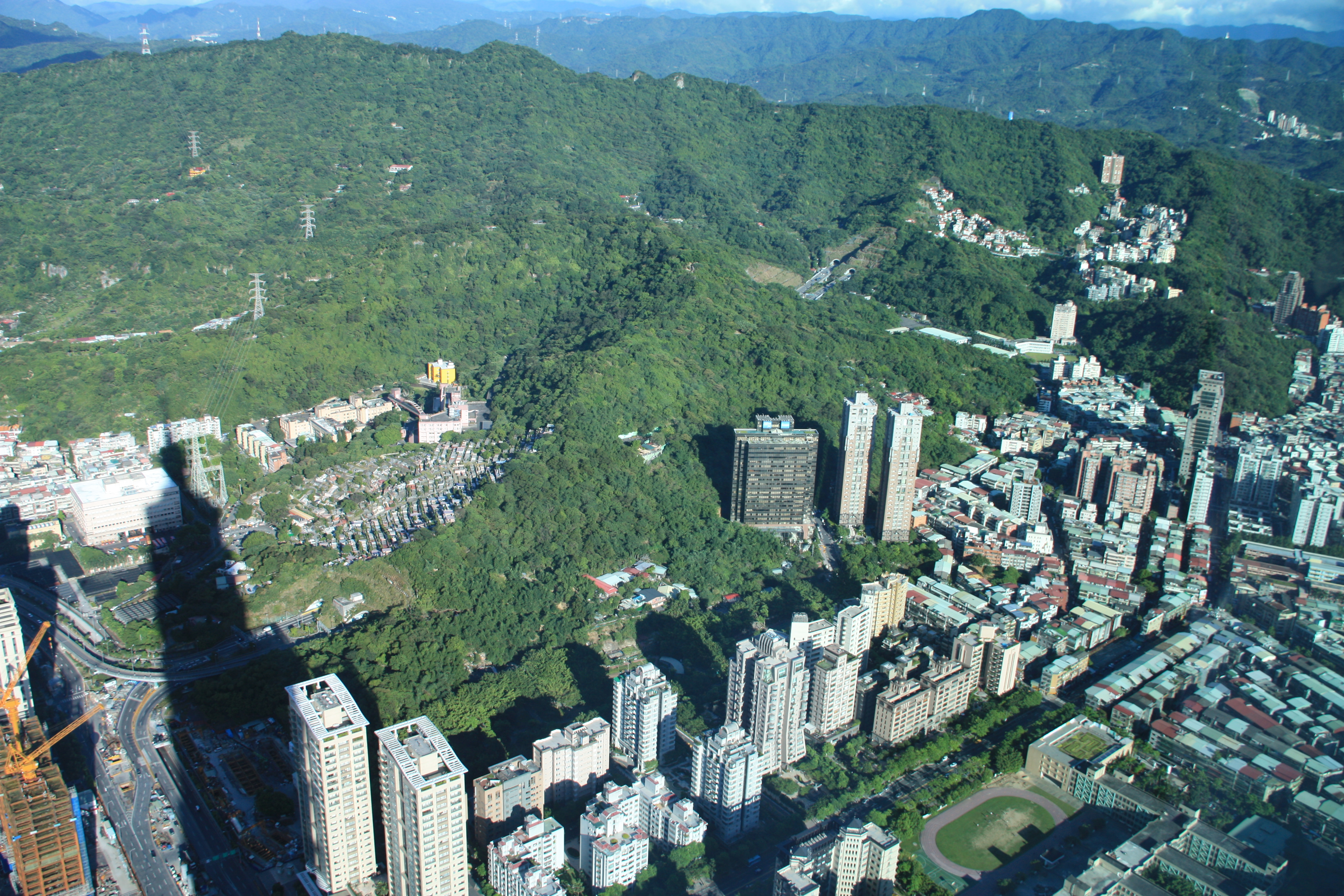
四獸山

四獸山位於台北南港山的西北側，為「象山」、「獅山」、「豹山」及「虎山」四座山的統稱，在地理上屬於南港山系。為台北市熱門登山路線之一。四獸山上有政府修建的步道。
- 象山峯海拔 184 公尺
- 獅山峯海拔 151 公尺
- 豹山峯海拔 142 公尺
- 虎山峯海拔 142 公尺

## 圖庫

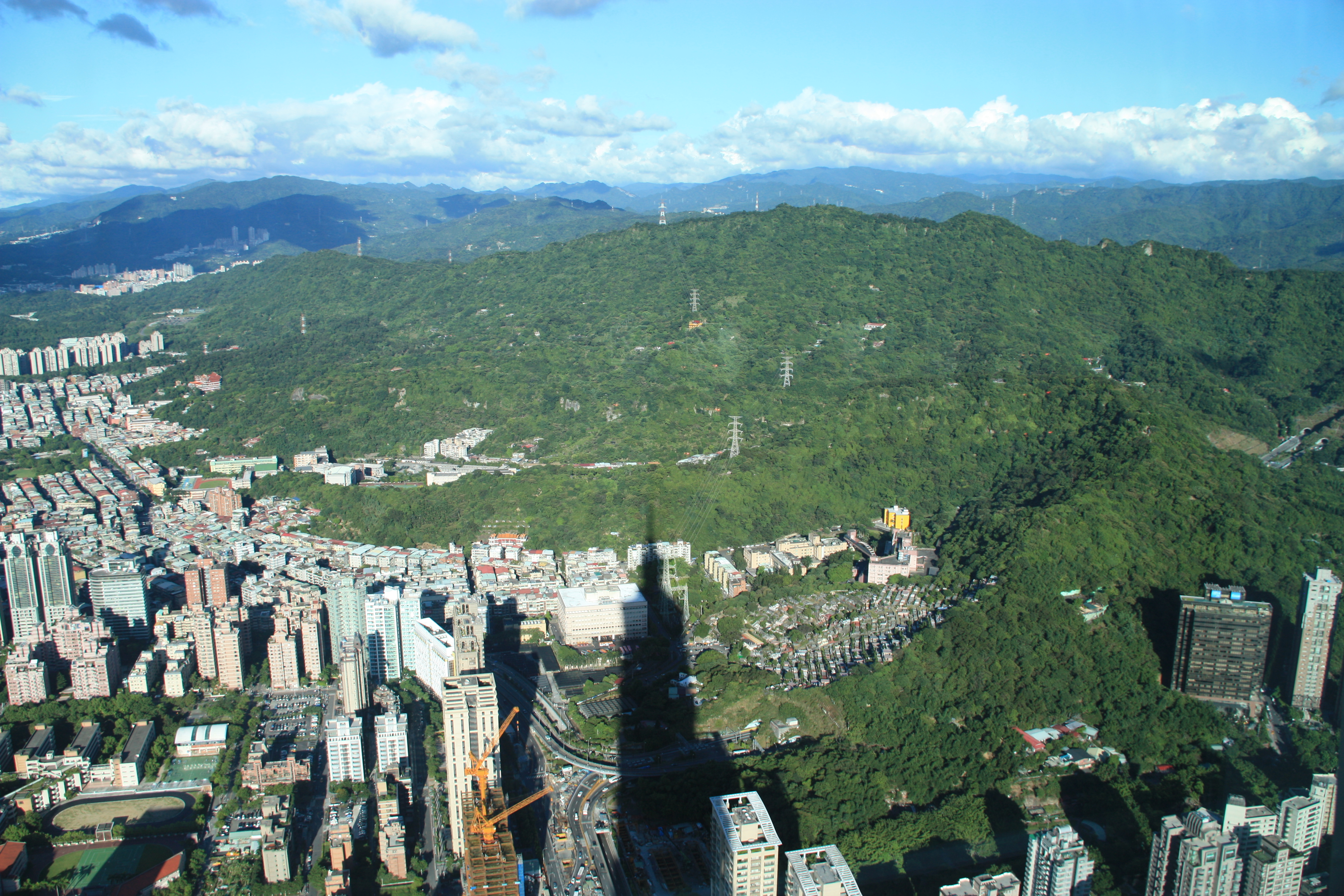
從臺北101俯瞰四獸山
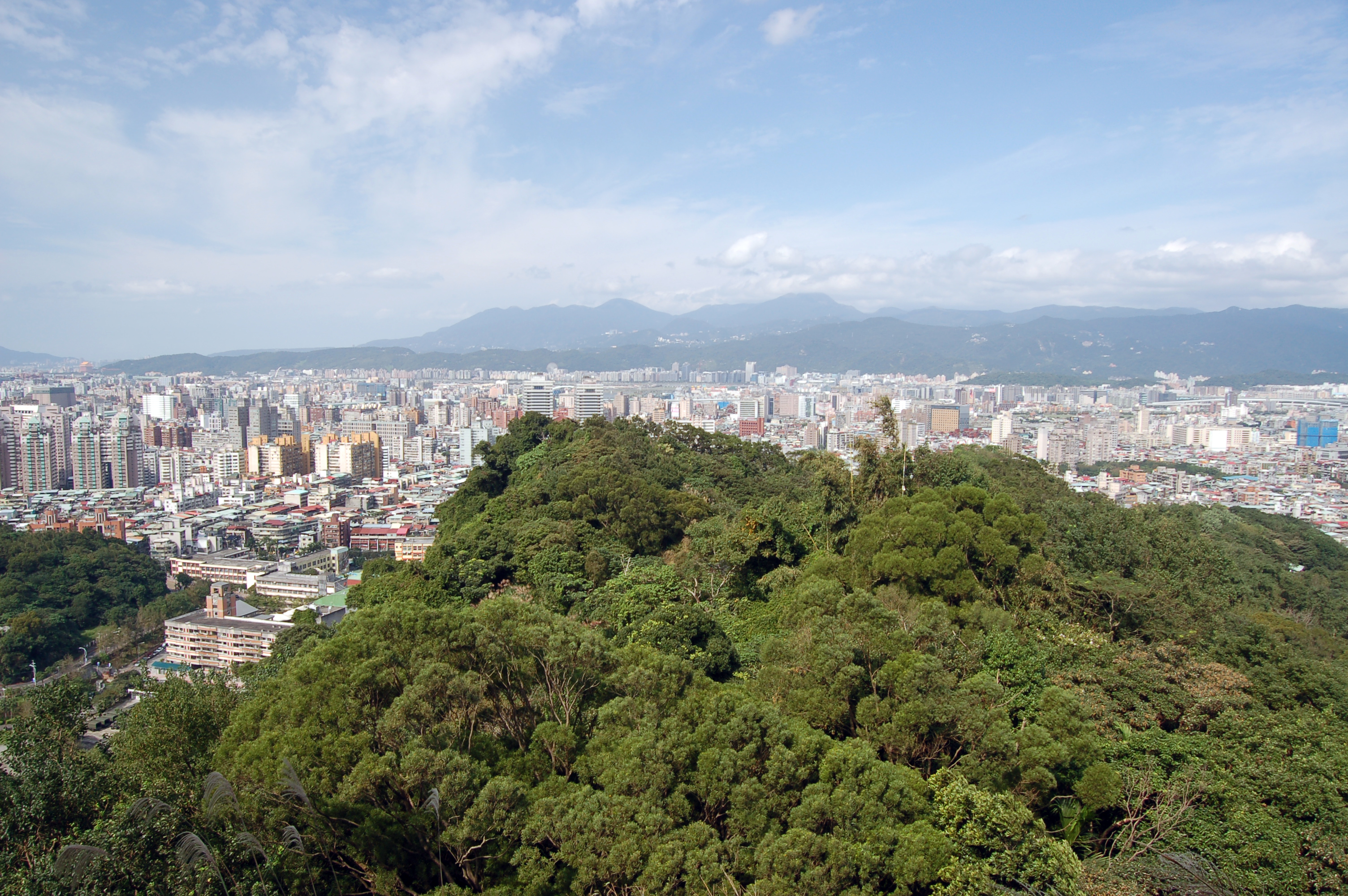
虎山公園
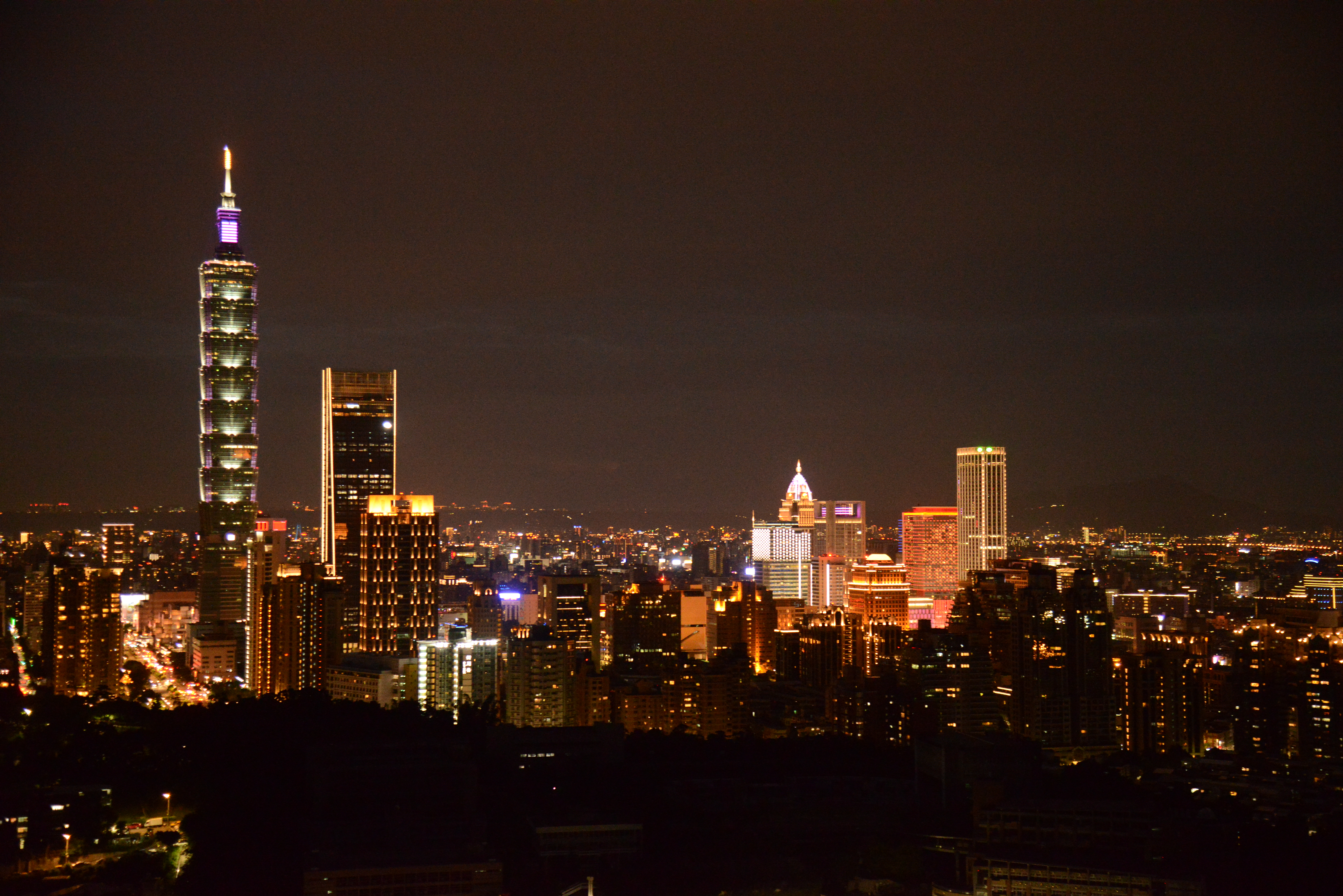
從虎山眺望台北夜景天際線

## 外部連結
- 休閒遊憩主題網 虎山親山步道 臺北市政府工務局大地工程處 （页面存档备份，存于）（繁體中文）
- 虎山步道 - 社團法人中華民國自然步道協會 （页面存档备份，存于）（繁體中文）
- 南港山系_虎山親山步道  臺北旅遊網（繁體中文）